# Pierre Hériaud
Pierre Hériaud est un homme politique français, né le 23 août 1936 à Pornic (Loire-Atlantique). Il a été dirigeant du Crédit agricole (aujourd'hui retraité).

## Biographie
Il est élu député le 16 juin 2002, pour la XIIe législature (2002-2007), dans la 9e circonscription de la Loire-Atlantique. Il fait partie du groupe UMP. Son suppléant est M. Joseph Thomas. Il ne s'est pas représenté en 2007, et Philippe Boënnec (UMP) lui a succédé. 
Ses autres fonctions :
- Membre de la Commission des finances, de l’économie générale et du plan,
- Membre de la Commission chargée de vérifier et d’apurer les comptes.
- Président de la commission de surveillance de la Caisse des dépôts et consignations de 2006 à 2007.

## Mandats
- 13/03/1977 - 13/03/1983 : adjoint au maire de Pornic (Loire-Atlantique) ;
- 14/03/1983 - 19/03/1989 : membre du conseil municipal de Pornic ;
- 14/03/1983 - 13/04/1985 : adjoint au maire de Pornic ;
- 14/04/1985 - 19/03/1989 : maire délégué de Pornic ;
- 20/03/1989 - 18/06/1995 : maire délégué de Pornic ;
- 02/04/1993 - 21/04/1997 : député de la 9e circonscription de la Loire-Atlantique :
- 19/06/1995 - 18/03/2001 : maire délégué de Pornic ;
- 01/06/1997 - 18/06/2002 : député de la 9e circonscription de la Loire-Atlantique.

## Condamnation judiciaire
Pierre Hériaud a été condamné mardi 15 novembre 2022 à deux ans de prison avec sursis à Saint-Nazaire (Loire-Atlantique) pour des abus sexuels sur 7 jeunes femmes, certaines mineures. Il est exclu de l'ordre de la Légion d'honneur en janvier 2025.